# Picton, Ontario
Picton är en ort i Kanada.   Den ligger i provinsen Ontario, i den sydöstra delen av landet, 190 km sydväst om huvudstaden Ottawa. Picton ligger 149 meter över havet och antalet invånare är 3 983. Picton är administrativ huvudort i Prince Edward County.
Terrängen runt Picton är huvudsakligen platt. Picton ligger uppe på en höjd.
Omgivningarna runt Picton är en mosaik av jordbruksmark och naturlig växtlighet. Runt Picton är det glesbefolkat, med 8 invånare per kvadratkilometer.